# Сычанский сельский совет
Сычанский сельский совет (укр. Сичанська сільська рада) — входит в состав Марковского района Луганской области
Украины.
Административный центр сельского совета находится в с. Сычанское.

## Населённые пункты совета
- с. Бондарное
- с. Виноградное
- с. Городище
- с. Караван-Солодкий
- с. Крейдяное
- с. Лобасово
- Сычанское

## Адрес сельсовета
92440, Луганська обл. Марківський р-н, с. Сичанське, вул. Радянська, 5 (укр.)